# 28e corps d'armée (Allemagne)
Le 28e corps d'armée (en allemand : XXVIII. Armeekorps) était un corps d'armée de l'armée de terre allemande, la Heer, au sein de la Wehrmacht pendant la Seconde Guerre mondiale.

## Hiérarchie des unités
| Nom          | Nbre d'hommes       | Unités subalternes                | Grade de commandement                 |
| ------------ | ------------------- | --------------------------------- | ------------------------------------- |
| Heeresgruppe | + 300 000           | 2 à + Armeen (Armées)             | Generaloberst ou Generalfeldmarschall |
| Armee        | + 100 000 - 300 000 | 2 à + Armeekorps (Corps d'armées) | General ou Generaloberst              |
| Armeekorps   | + 30 000 - 80 000   | 2 à + Divisionen (Division)       | Generalleutnant ou General            |
| Division     | + 10 000 – 20 000   | 2 à 6 Brigaden (Brigade)          | Generalmajor ou Generalleutnant       |
| Brigade      | + 3 000 – 5 000     | jusqu'à 3 Regimentern (Régiment)  | Oberst ou Generalmajor                |

## Historique
Le XXVIII. Armeekorps est formé le 20 mai 1940 dans le Wehrkreis III.
En janvier 1945, il est renommé Armee-Abteilung Samland pour les opérations en Samland.

L'unité revient à sa première désignation de XXVIII. Armeekorps en avril 1945.
Il finit la guerre dans la poche de Courlande.

## Organisation

### Commandants successifs
| Date                               | Grade                  | Commandant                           |
| ---------------------------------- | ---------------------- | ------------------------------------ |
| 1er juin 1940 - 20 juin 1940       | General der Infanterie | Walter Graf von Brockdorff-Ahlefeldt |
| 20 juin 1940 - 25 novembre 1940    | General der Artillerie | Peter Weyer                          |
| 25 novembre 1940 - 30 janvier 1942 | General der Infanterie | Mauritz von Wiktorin                 |
| 27 octobre 1941 - 25 mai 1943      | General der Artillerie | Herbert Loch                         |
| 25 mai 1943 - 30 juin 1943         | Generalleutnant        | Otto Sponheimer                      |
| 30 juin 1943 - 28 mars 1944        | General der Artillerie | Herbert Loch                         |
| 28. mars 1944 - 20 mai 1944        | Generalleutnant        | Gerhard Matzky                       |
| 20 mai 1944 - Avril 1945           | General der Infanterie | Hans Gollnick                        |

### Chef des Generalstabes
| Date                              | Grade               | Commandant                |
| --------------------------------- | ------------------- | ------------------------- |
| 1er juin 1940 - 26 février 1942   | Oberst i.G.         | Nikolaus von Vormann      |
| 3 mars 1942 - 24 juillet 1942     | Major i.G.          | von Prittwitz und Gaffron |
| 24 juillet 1942 - 29 octobre 1943 | Oberst i.G.         | Eugen Theilacker          |
| 1er novembre 1943 - 1er février   | Oberst i.G.         | Edmund Blaurock           |
| 1er février 1944 - Octobre 1944   | Oberst i.G.         | Herbert Gundelach         |
| Octobre 1944 - ? 1945             | Oberst i.G.         | Ernst-August Lassen       |
| ? 1945 - ? 1945                   | Oberstleutnant i.G. | Marcks                    |

### 1. Generalstabsoffizier (Ia)
| Date                           | Grade      | Commandant         |
| ------------------------------ | ---------- | ------------------ |
| Mai 1940 - Novembre 1942       | Major i.G. | Otto von Amsberg   |
| Novembre 1942 - Septembre 1943 | Major i.G. | Hellmut Schreiber  |
| Septembre 1943 - Janvier 1944  | Major i.G. | Max Böttcher       |
| Janvier 1944 - Novembre 1944   | Major i.G. | Gerhard Brühl      |
| Novembre 1944 - ? 1945         | Major i.G. | Alexander Rominger |

## Théâtres d'opérations
- Allemagne : Juin 1940 - Juin 1941
- Front de l'Est, secteur Nord : Juin 1941 - Octobre 1944
- Poche de Courlande : Octobre 1944 - Mai 1945

## Ordre de batailles

### Rattachement d'Armées
| Date      | Armée          | Groupe d'Armées    |
| --------- | -------------- | ------------------ |
| 1940      |                |                    |
| Juin      | -              | OKH-Reserve        |
| Juillet   | 6. Armee       | Heeresgruppe A     |
| Août      | 6. Armee       | Heeresgruppe B     |
| Septembre | 6. Armee       | Heeresgruppe C     |
| Novembre  | 6. Armee       | Heeresgruppe D     |
| 1941      |                |                    |
| Janvier   | 6. Armee       | Heeresgruppe D     |
| Mai       | 16. Armee      | Heeresgruppe C     |
| Juin      | 16. Armee      | Heeresgruppe Nord  |
| Octobre   | 18. Armee      | Heeresgruppe Nord  |
| 1942      |                |                    |
| Janvier   | 18. Armee      | Heeresgruppe Nord  |
| 1943      |                |                    |
| Janvier   | 18. Armee      | Heeresgruppe Nord  |
| 1944      |                |                    |
| Janvier   | 18. Armee      | Heeresgruppe Nord  |
| Octobre   | 3. Panzerarmee | Heeresgruppe Mitte |
| Décembre  | -              | Heeresgruppe Mitte |
| 1945      |                |                    |
| Janvier   | 3. Panzerarmee | Heeresgruppe Mitte |
| Avril     | z. Vfg.        | OKH                |

### Unités subordonnées

#### Unités organiques
- Arko 24
- Korps-Nachrichten-Abteilung 428
- Korps-Nachschubtruppen 428

#### Unités rattachées
8 septembre 1940
- 14. Infanterie-Division
- 18. Infanterie-Division
- 61. Infanterie-Division
- 56. Infanterie-Division
- 223. Infanterie-Division
- 255. Infanterie-Division
- 256. Infanterie-Division
- SS-Division "Totenkopf"

21 décembre 1940
- 251. Infanterie-Division
- 293. Infanterie-Division

31 juillet 1941
- SS-Division "Totenkopf"
- 121. Infanterie-Division
- 122. Infanterie-Division

27 août 1941
- 121. Infanterie-Division
- 122. Infanterie-Division
- 96. Infanterie-Division

3 septembre 1941
- 96. Infanterie-Division
- 121. Infanterie-Division

4 décembre 1941
- 96. Infanterie-Division
- 1. Infanterie-Division
- 227. Infanterie-Division
- 223. Infanterie-Division
- 291. Infanterie-Division

2 janvier 1942
- 269. Infanterie-Division
- 223. Infanterie-Division
- 227. Infanterie-Division
- 1. Infanterie-Division
- 96. Infanterie-Division

24 juin 1942
- 269. Infanterie-Division
- 11. Infanterie-Division
- 21. Infanterie-Division
- 93. Infanterie-Division
- 12. Panzer-Division
- 217. Infanterie-Division
- 96. Infanterie-Division
- 5. Gebirgs-Division

9 juillet 1942
- 96. Infanterie-Division
- 217. Infanterie-Division
- 93. Infanterie-Division
- 21. Infanterie-Division
- 11. Infanterie-Division
- 269. Infanterie-Division

14 août 1942
- 93. Infanterie-Division
- 96. Infanterie-Division
- 217. Infanterie-Division
- 5. Gebirgs-Division
- 21. Infanterie-Division
- 11. Infanterie-Division
- 269. Infanterie-Division

14 septembre 1942
- 96. Infanterie-Division
- 217. Infanterie-Division
- 93. Infanterie-Division
- 21. Infanterie-Division
- 11. Infanterie-Division
- 269. Infanterie-Division

14 octobre 1942
- 61. Infanterie-Division
- 1. Infanterie-Division
- 291. Infanterie-Division
- 254. Infanterie-Division

14 novembre 1942
- 69. Infanterie-Division
- 121. Infanterie-Division
- 132. Infanterie-Division
- 61. Infanterie-Division
- 11. Infanterie-Division
- 217. Infanterie-Division
- 21. Infanterie-Division

22 décembre 1942
- 69. Infanterie-Division
- 132. Infanterie-Division
- 61. Infanterie-Division
- 11. Infanterie-Division
- 217. Infanterie-Division
- 21. Infanterie-Division

24 janvier 1943
- 69. Infanterie-Division
- 132. Infanterie-Division
- 11. Infanterie-Division
- 217. Infanterie-Division
- 21. Infanterie-Division

8 février 1943
- 69. Infanterie-Division
- 96. Infanterie-Division
- 132. Infanterie-Division
- 81. Infanterie-Division
- 217. Infanterie-Division
- 227. Infanterie-Division

24 février 1943
- 69. Infanterie-Division
- 121. Infanterie-Division
- Gruppe Fehrenkamp
- 12. Luftwaffen-Feld-Division
- 81. Infanterie-Division
- 217. Infanterie-Division
- 96. Infanterie-Division

1er mars 1943
- 69. Infanterie-Division
- 121. Infanterie-Division
- Gruppe Vehrenkamp
- 12. Luftwaffen-Feld-Division
- 81. Infanterie-Division
- 217. Infanterie-Division
- 96. Infanterie-Division
- 61. Infanterie-Division

7 juillet 1943
- 96. Infanterie-Division
- 61. Infanterie-Division
- 81. Infanterie-Division
- 12. Luftwaffen-Feld-Division
- 225. Infanterie-Division
- 132. Infanterie-Division

26 décembre 1943
- 13. Luftwaffen-Feld-Division
- 21. Infanterie-Division
- 96. Infanterie-Division
- 12. Luftwaffen-Feld-Division
- 121. Infanterie-Division
- Spanische Legion

16 septembre 1944
- 31. Grenadier-Division
- 21. Infanterie-Division
- 30. Infanterie-Division
- 61. Infanterie-Division
- 12. Luftwaffen-Feld-Division

## Sources
- XXVIII. Armeekorps sur Lexikon-der-wehrmacht.de